# John Roecker
John Roecker est un cinéaste indépendant associé au mouvement punk. Il réside actuellement[Depuis quand ?] à Los Angeles, en Californie. Roecker est probablement plus connu pour Live Freaky! Die Freaky!, une comédie animée en animation en volume inspiré d'Helter Skelter, un livre documentaire sur les crimes de Charles Manson,.
De 1996 à 1999, Roecker et Exene Cervenka ont été copropriétaires du magasin You've Got Bad Taste à Los Angeles. Le magasin était spécialisé dans le kitsch et diverses nouveautés « hautes en couleur », telles que des tableaux du violeur et tueur en série John Wayne Gacy et un avis de recherche du FBI concernant la voleuse de banque Patty Hearst. Il sort[Quand ?] un album avec son collaborateur Dylan Melody intitulé Rocker|Melody sur le label Frontier Records. Un clip vidéo a été créé pour chaque titre de l'album. Roecker et Melody collaborent ensuite à une comédie musicale sur Charles Manson.

## Filmographie

### Réalisateur
- 2000 : The Fear Morty's Theme, Bootleg : From the Lost Vault, Vol. 1, Esham. Clip vidéo.
- 2004 : Disease is Punishment, The Network. Vidéo de concert.
- 2006 : Live Freaky! Die Freaky![4], Long métrage d'animation en volume
- 2008 : Everything You Wanted to Know About Gay Porn Stars (But Were Too Afraid to Ask), série télévisée documentaire en sept parties basée sur des entretiens avec des vedettes de la pornographie masculine[7].
- 2010 : Svengali! (websérie)
- 2011 : They're All Out Without You, court-métrage utilisant des séquences coupées de Heart Like a Hand Grenade
- 2012 : Tim Timebomb's Rock'n'Roll Theatre, (websérie). Coécrit avec Tim Armstrong.
- 2015 : Heart Like a Hand Grenade, documentaire sur la production par Green Day de l'album American Idiot (2004). Enregistré entre 2003 et 2005.

### Scénariste
- 2006 : Live Freaky! Die Freaky![4] Long métrage d'animation en volume
- 2010 : Svengali! (websérie)
- 2011 : They're All Out Without You, court-métrage utilisant des séquences coupées de Heart Like a Hand Grenade

### Acteur
- 2010 : Svengali! (websérie)